# Frankensteins Monster im Kampf gegen Ghidorah
Frankensteins Monster im Kampf gegen Ghidorah (japanischer Originaltitel San Daikaijū: Chikyū Saidai no Kessen, jap. 三大怪獣　地球最大の決戦, wörtlich „Drei große Monster: Die größte Schlacht der Erde“, engl. Ghidora, the Three-Headed Monster) ist ein japanischer Fantasy-Film des Regisseurs Ishirō Honda. Es ist der fünfte Teil der Godzilla-Reihe aus den Tōhō-Studios. Es handelt sich um den ersten Film der Reihe, in dem Godzilla den Menschen hilft und sich mit anderen Monstern gegen ein weitaus mächtigeres Monster verbündet. Außerdem war es der erste Film, in dem das Weltraummonster King Ghidorah vorkam und zudem der erste Film, wo Godzilla auf den Flugsaurier Rodan traf.

## Handlung
Die junge Reporterin Naoko Shindō (進藤 直子) ist bei einem Treffen eines Astronomie-Clubs in Yokohama zu Gast, wo sie den Vorsitzenden interviewt. Gemeinsam beobachten sie, wie ein Schwarm Meteoriten in der Erdatmosphäre direkt über Japan verglühen. Zur gleichen Zeit erhält ihr Bruder (進藤刑事, Shindō-keiji), ein Kriminalpolizist, von seinem Vorgesetzten Okita (沖田刑事課長, Okita-keiji-kachō) den Auftrag als Leibwächter für die Prinzessin von Sergina (einem kleinen fiktiven Land im Himalaya) Mas Salina Salno (サルノ王女, Saruno-ōjo) bei ihrem Staatsbesuch in Japan zur Seite zu stehen. Nicht ohne Grund, denn in ihrem Land droht ein Putsch seitens der kommunistischen Opposition, welche auch vor Mord nicht zurückschreckt.
Bei ihrem Flug nach Japan wird sie plötzlich von einem der Meteoriten geblendet und eine merkwürdige Stimme spricht zu ihr und sie verlässt kurzerhand das Flugzeug, bevor dieses durch eine Bombenexplosion zerstört wird. Kurz darauf stürzt ein Meteorit ins Kurobe-Tal. Ein Team von Geologen und Astrophysikern wandern nun in das Tal, um den Meteoriten zu begutachten, dort angekommen werden sie plötzlich von seinem hohen Magnetismus überrascht.
Zufälligerweise ist einer der Wissenschaftler, Assistenzprofessor Murai (村井助教授, Murai-jokyōju) mit Naoko befreundet und erzählt ihr im Beisein ihres Bruders von dem Meteoriten. Shindō hingegen hat ganz andere Probleme, denn er erfährt vom vermeintlichen Tod der Prinzessin. Doch als plötzlich in Kyushu am Krater des Aso-Vulkans, wo
acht Jahre zuvor die Flugechse Rodan starb, eine selbsternannte Prophetin einer außerirdischen Zivilisation auftaucht und die Menschen vor einem weiteren Rodan warnt, erkennt Shindō in ihr sofort die Prinzessin wieder.
Nicht mehr lange und Rodan taucht tatsächlich aus dem Krater des Aso auf und fliegt in Richtung Norden. Unterdessen interviewt Naoko die Shōbijin (Emi und Yumi Itō), welche für eine Fernsehsendung in Japan zu Gast waren, vor deren Abreise. Dabei taucht auch die merkwürdige Prophetin am Hafen auf und warnt die Shōbijin davor, mit dem Schiff rauszufahren, es würde etwas schreckliches geschehen. Naoko nimmt sich der verwirrten Frau direkt an und bringt sie in ein Hotelzimmer, nichts ahnend, dass nebenan eine Gruppe Profikiller auf sie lauern, welche direkt auf die Prinzessin angesetzt sind und sofort ihr Gesicht wiedererkennen. Im Hotelzimmer entdeckt Naoko zudem die Shōbijin, welche dem Rat der Prinzessin gefolgt sind.
Und schon bald erfüllt sich auch die nächste Prophezeiung der Prinzessin: Godzilla taucht aus den Fluten des Meeres auf und zerstört das Schiff, mit dem die Shōbijin hätten nach Hause fahren sollen.
Naoko trifft nun ihren Bruder im Foyer des Hotels, dieser will zu der Prinzessin, doch Naoko hält ihn auf. Unterdessen brechen die Killer ins Zimmer der Prinzessin ein und wollen sie töten, doch die Shōbijin handeln sofort und schalten das Licht aus. Genau in dem Augenblick tauchen auch Shindō und Naoko in dem Zimmer auf und es kommt zu einem kurzen und Feuergefecht zwischen Shindō und den Killern, welche kurz darauf über den Balkon flüchten.
Nun überstürzen sich die Ereignisse: Godzilla taucht im Hafen von Yokohama auf und geht an Land, das Militär beginnt sofort mit der Evakuierung. Plötzlich taucht auch noch Rodan über Yokohama auf und Godzilla folgt ihm ins Landesinnere. Shindō und Naoko bringen die Prinzessin am nächsten Morgen ins Labor von Dr. Tsukamoto (塚本博士, Tsukamoto-hakase), da sie endlich wissen wollen, was mit ihr los ist und wie man ihr helfen könne. Nicht weit davon tauchen auch Godzilla und Rodan auf und beginnen miteinander zu kämpfen. Zur gleichen Zeit erfüllt sich nun die dritte und schrecklichste Prophezeiung der Prinzessin: Aus dem Meteoriten bricht direkt vor den Augen von Professor Murai und seinem Team das dreiköpfige Drachenmonster King Ghidorah hervor und macht sich direkt über die ersten Städte her. Die Prinzessin erläutert nun, dass sie von der Venus käme und Ghidorah ihren Heimatplaneten bereits vor Jahrtausenden schon verwüstet hätte.
Naoko fährt nun gemeinsam mit Murai und den Shōbijin nach Tokio, wo sie die Lage vor Politikern, Wissenschaftlern und Militärvertretern erläutern. Gemeinsam entscheidet man sich nun, dass die Shōbijin Mothra herbeiholen sollen, damit Japan wenigstens eine Hilfe im Kampf gegen diese Übermacht von Monstern an seiner Seite weiß. Kurz darauf taucht King Ghidorah über Tokio auf und verwüstet die komplette Stadt innerhalb nur weniger Minuten. Derweil haben die Killer die Prinzessin ausfindig gemacht und brechen nun ins Labor von Tsukamoto ein und es kommt erneut zu einem Schusswechsel mit Shindō. In dem Augenblick kommen auch Murai und Naoko zurück und gemeinsam gelingt es Murai und Shindō, die Gangster zu verjagen.
Gemeinsam mit Tsukamoto und der Prinzessin fahren sie nun allesamt zu der Stelle, an der Godzilla und Rodan miteinander kämpfen, denn Mothra ist nun aufgetaucht und versucht nun, die beiden wilden Ungeheuer davon zu überzeugen, ihr im Kampf gegen Ghidorah zu helfen. Dieser taucht nun auch in der Nähe auf und fällt über die umliegenden Dörfer her, dabei löst er auch eine Steinlawine aus, welche das Fahrzeug der Killer unter sich begräbt. Allerdings kann einer lebend mit einem Scharfschützengewehr entkommen.
Mothra ist es inzwischen nicht gelungen, Godzilla und Rodan auf ihre Seite zu bringen, sie zieht nun unverrichteter Dinge los, um alleine gegen King Ghidorah zu kämpfen, doch alleine hat die verhältnismäßig kleine Raupe keine Chance gegen das übermächtige Drachenmonster. Da tauchen plötzlich Godzilla und Rodan auf und helfen ihr dabei. Im Eifer des Gefechtes übersehen Shindō, Murai und die anderen glatt, dass die Prinzessin sich aus dem Staub gemacht hat. Dabei wird sie allerdings von dem Killer ins Visier genommen und angeschossen. Sofort eilt ihr Shindō zur Hilfe und wird ebenfalls am Arm verletzt. Im letzten Augenblick wird durch den Kampf der vier Monster eine Felslawine ausgelöst, von welcher der Killer mit in die Tiefe gerissen wird.
Nun tobt nur noch der Kampf der Monster, in dessen Verlauf Mothra auf Rodans Rücken kriecht und Ghidorah so von oben herab mit klebrigen Seidenfäden einspinnt, während Godzilla ihn an seinen Schwänzen packt und in eine Schlucht wirft. Danach wird er mit Steinen traktiert, bis er sich wieder ins All zurückzieht.
Als nun alles überstanden ist, verabschiedet sich die Prinzessin von Shindō und seinen Freunden und fliegt zurück in ihr Land, um dort ein für alle Mal für Frieden und Freiheit zu sorgen. Und auch die Shōbijin und Mothra kehren zurück auf ihre Insel, während Godzilla und Rodan ihnen hinterherschauen.

## Trivia
Dies war zum einen der letzte Film, in welchem Godzilla als bösartiges Monster Schaden anrichten durfte, aber zum anderen auch der erste Film, in welchem er erstmals mit anderen Monstern gemeinsame Sache machte und den Menschen in der Not zur Seite stand.
Für den Flugsaurier Rodan (im Original Radon) war dies der zweite Auftritt nach seinem Debüt in Die fliegenden Monster von Osaka (Sora no Daikaijū Radon) von 1956, hier durfte er auch erstmals gegen Godzilla kämpfen. Für Godzilla selbst war es der bereits 5. Auftritt innerhalb seiner Reihe, für Mothra der dritte Auftritt und für das dreiköpfige Drachenmonster King Ghidorah war es das Debüt.
San Daikaijū: Chikyū Saidai no Kessen ist erst 2011, 47 Jahre nachdem er in den japanischen Kinos anlief, in deutscher Sprache synchronisiert worden. Bis dahin war der Film einer von nur zwei Godzilla-Filmen, die nie in deutscher Sprache erschienen sind. Der verbleibende ist Gojira, Minira, Gabara: All Kaijū Daishingeki; dieser wurde erst 2013 in deutscher Übersetzung veröffentlicht.
Frankenstein – Zweikampf der Giganten und sein Vorgänger Frankenstein – Der Schrecken mit dem Affengesicht läuteten den Trend ein, dass im deutschen Titel von japanischen Horrorfilmen ein „Frankenstein“ vorkam, obwohl der jeweilige Film überhaupt nichts mit der Figur des Wissenschaftlers von Mary Shelley zu tun hatte. Denn aufgrund des Erfolges der beiden Frankenstein-Filme wurden in Deutschland aus finanziellen Gründen mehrere Filme der Godzilla-Reihe, die eigentlich nichts mit Frankenstein gemeinsam haben, als Fortsetzung dieses Films beworben. Obwohl dieser Film erst 2011 – also erst viel später – auf DVD veröffentlicht wurde, entschied sich die Firma 8Films, die den Film herausbrachte, ihn mit „Frankenstein“ zu betiteln, was als Hommage an die alten Streifen der Godzilla-Reihe zu verstehen ist. Der Film reiht sich damit vom Titel her perfekt in die DVD-Sammlung ein, da die meisten Godzilla-Filme für die DVD-Veröffentlichung ihre deutschen Kinotitel beibehielten und nicht geändert bzw. richtiggestellt wurden. Auch war man darauf bedacht, dass die Synchronisation den frühen 60er Jahren entsprach, damit, wenn man die Godzilla-Filme chronologisch anschaut, keine Unstimmigkeiten finden würde und was als Huldigung an die alten Synchros zu verstehen ist.

## Rezeption
„Ein naiver Fantasy-Film, der ein Bindeglied in der Exegese japanischer Monsterfilme darstellt, weil zum ersten Mal Godzilla als Retter der Menschheit auftritt. In einigen Passagen tricktechnisch hervorragend, in anderen wiederum schlampig bis hanebüchen, sind die Grenzen zwischen bewusster Selbstironie und unfreiwilliger Komik nie ganz auszumachen. Gerade in der unfertigen, amateurhaften Machart entfaltet der Film einen eigentümlichen Reiz.“ – Lexikon des internationalen Films. Auch eine gemischte Meinung bekam der Film bei der Webseite Rotten Tomatoes, dort bewerteten Kritikern den Film zu 75 Prozent positiv. Ein nicht so gutes Ergebnis bekam der Film beim Publikum, dort gefiel der Film zu 59 Prozent dem Publikum.
Der Film spielte in Japan rund 43,6 Millionen US-Dollar ein.